# Leucograniti
I Leucograniti sono rocce della famiglia del granito, con tessitura e grana analoga a quella del granito normale, ma più poveri della media in componenti femici o basici, cioè con un indice di colore M' < 20%.
Il termine deriva dal greco λευκός (leucos), che significa bianco.